# معافر
معافر هي إحدى مديريات محافظة تعز، اليمن. وتقع في الشمال الغربي من محافظة تعز تعيش فيها حوالي 17856 أسرة ويبلغ عدد سكانها المقيمين حوالي 110924 نسمة.